# Cnemaspis
Cnemaspis é um género de répteis escamados da família Gekkonidae. Os membros deste género podem ser encontrados em África e no sudeste da Ásia.

## Espécies
- Cnemaspis affinis
- Cnemaspis africana
- Cnemaspis argus
- Cnemaspis assamensis
- Cnemaspis barbouri
- Cnemaspis beddomei
- Cnemaspis boiei
- Cnemaspis boulengerii
- Cnemaspis chanthaburiensis
- Cnemaspis dickersoni
- Cnemaspis dilepis
- Cnemaspis dringi
- Cnemaspis flavolineata
- Cnemaspis gigas
- Cnemaspis goaensis
- Cnemaspis gordongekkoi
- Cnemaspis indica
- Cnemaspis jerdonii
- Cnemaspis kandiana (anteriormente Cnemaspis kandianus)
- Cnemaspis kendallii
- Cnemaspis koehleri
- Cnemaspis kumpoli
- Cnemaspis littoralis
- Cnemaspis nairi
- Cnemaspis nigridia (anteriormente Cnemaspis nigridius)
- Cnemaspis occidentalis
- Cnemaspis ornata
- Cnemaspis otai
- Cnemaspis petrodroma
- Cnemaspis podihuna
- Cnemaspis quattuorseriata
- Cnemaspis siamensis
- Cnemaspis sisparensis
- Cnemaspis spinicollis
- Cnemaspis timoriensis
- Cnemaspis tropidogaster
- Cnemaspis uzungwae
- Cnemaspis wynadensis
- Cnemaspis yercaudensis